# Kleit
Kleit je bio ilirski vladar iz plemena Dardanci. Vladao je od 335. do 295. godine pr. Kr. Otac mu je bio Bardilis I. i po njemu je nazvao i svoga sina Bardilisa II.
Kleit i Glaukijas iz plemena Taulanti su se 335. godine pr. Kr. udružili u borbi protiv Aleksandra Makedonskog. Kao odgovor na to, Aleksandar je krenuo s vojskom u opsadu utvrđenog Peliuma (Pelion). Glaukijas i Kleit su bili iznenađeni brzim dolaskom Makedonaca jer tada još nisu bili spojili svoje snage.
Glaukijas je uhvatio u zamku Aleksandrovog generala Filotasa koji je bio upućen po zalihe. Aleksandar je mu je požurio pomoći i odvratio Glaukijasa od napada na Filotasa. Na kraju je Aleksandar zauzeo Pelium i otjerao Glaukijasa i Kleita, a zatim pridobio ostale ilirske vođe da mu se pridruže u pohodu na Perziju. Kleit se sklonio u taulantskim planinama.
Antički povjesničar Arijan navodi da je Kleit "žrtvovao tri dječaka, tri djevojčice i tri ovna uoči bitke protiv Aleksandra Velikog".

## Vanjske poveznice
- [neaktivna poveznica]
- Ilirski kraljevi  Arhivirana inačica izvorne stranice od 2. kolovoza 2012. (Wayback Machine)
- Antičke armije  Arhivirana inačica izvorne stranice od 22. travnja 2009. (Wayback Machine)